# داسکو مارکویچ
داسکو مارکویچ (انگلیسی: Dusko (ДyшKo) Marković؛ زادهٔ ۶ ژوئیهٔ ۱۹۵۹) سیاست‌مدار اهل جمهوری فدرال سوسیالیستی یوگسلاوی و نخست‌وزیر سابق مونته‌نگرو است که در ۲۸ نوامبر ۲۰۱۶ انتخاب شد. او همچنین معاون حزب دموکراتیک سوسیالیست مونته‌نگرو است.

## پیشینه
مارکویچ در سال ۱۹۸۳ به عنوان مشاور حقوقی معدن برسکو و در شهر اقامتش موجکوفاتس کار می‌کرد.در سال ۱۹۸۶، به عنوان دبیر مجمع شهرداری موجکوفاتس منصوب شد. او این پست را در سال ۱۹۹۱ ترک کرد تا به عنوان دبیرکل دولت مونته‌نگرو به ریاست میلو جوکانوویچ منصوب شود. او در سال ۱۹۹۷ برای مجمع عمومی مونته‌نگرو انتخاب شد و سال بعد معاون وزیر کشور شد. مارکویچ در ماه مه سال ۲۰۰۵، پس از تأسیس آژانس امنیت ملی توسط پارلمان به ریاست این اداره منصوب شد، مقامی که تا سال ۲۰۱۰ در این موضع قرار داشت.
در سال ۲۰۱۶ مارکویچ برای بار دوم به عنوان وزیر دادگستری در دولت موقت منصوب شد.
در ۲۵ اکتبر ۲۰۱۶، ده روز پس از انتخابات پارلمانی مونته‌نگرو (۲۰۱۶)، دفتر حزب دموکراتیک سوسیالیست مونته‌نگرو مارکویچ را به عنوان نخست‌وزیر جایگزین میلو جوکانوویچ انتخاب و معرفی کرد. اپوزیسیون مخالف نامگذاری حزب شد، و مارکویچ را متهم به دخالت در رسوایی‌های فساد و حذف اطلاعات در تحقیق در مورد قتل یک روزنامه‌نگار نزدیک به اپوزیسیون در سال ۲۰۱۴ کرد.

## نخست‌وزیری
تا این که در ۹ نوامبر ۲۰۱۶، مارکویچ توسط فیلیپ وویانویچ رئیس‌جمهور مونته‌نگرو نامزد نخست‌وزیری شد و در ۲۸ نوامبر او با تأیید ۴۱ نفر از ۸۱ عضو پارلمان و تحریم مجمع عمومی توسط اپوزیسیون و با حمایت اکثریت احزاب آلبانیایی، کرووات و حمایت اقلیت بوسنی و هرزگوین انتخاب شد.

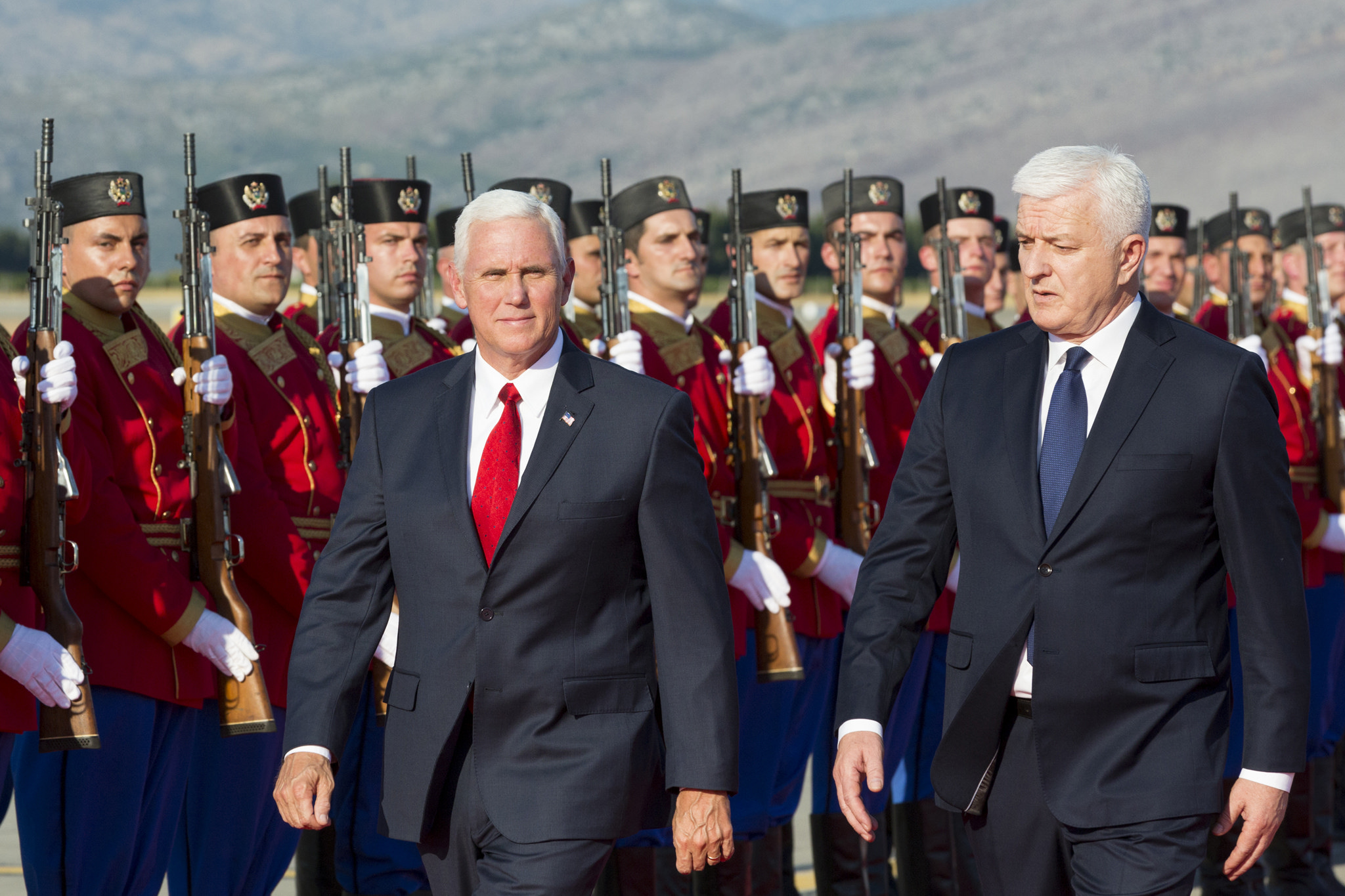
مایک پنس معاون رئیس‌جمهور آمریکا با نخست‌وزیر داسکو مارکویچ، ۱اوت، ۲۰۱۷.

## واقعه حاشیه ناتو
در ۲۵ مه ۲۰۱۷، هنگام برگزاری اجلاس ناتو (۲۰۱۷) که کشور مونته‌نگرو برای اولین بار در آن حضور پیدا می‌کرد رئیس‌جمهور ایالات متحده دونالد ترامپ به نظر می‌رسد در هنگام حضور روسای کشورها بطوری زیرکانه مارکویچ را کنار زد تا در جلو قرار گیرد، این واقعه باعث شد تا این موضوع و مارکویچ در صدر اخبار جهان قرار گیرد. بعداً مارکویچ در قبال سؤال خبرنگاران در مورد این حادثه اظهار بی‌اطلاعی کرد.

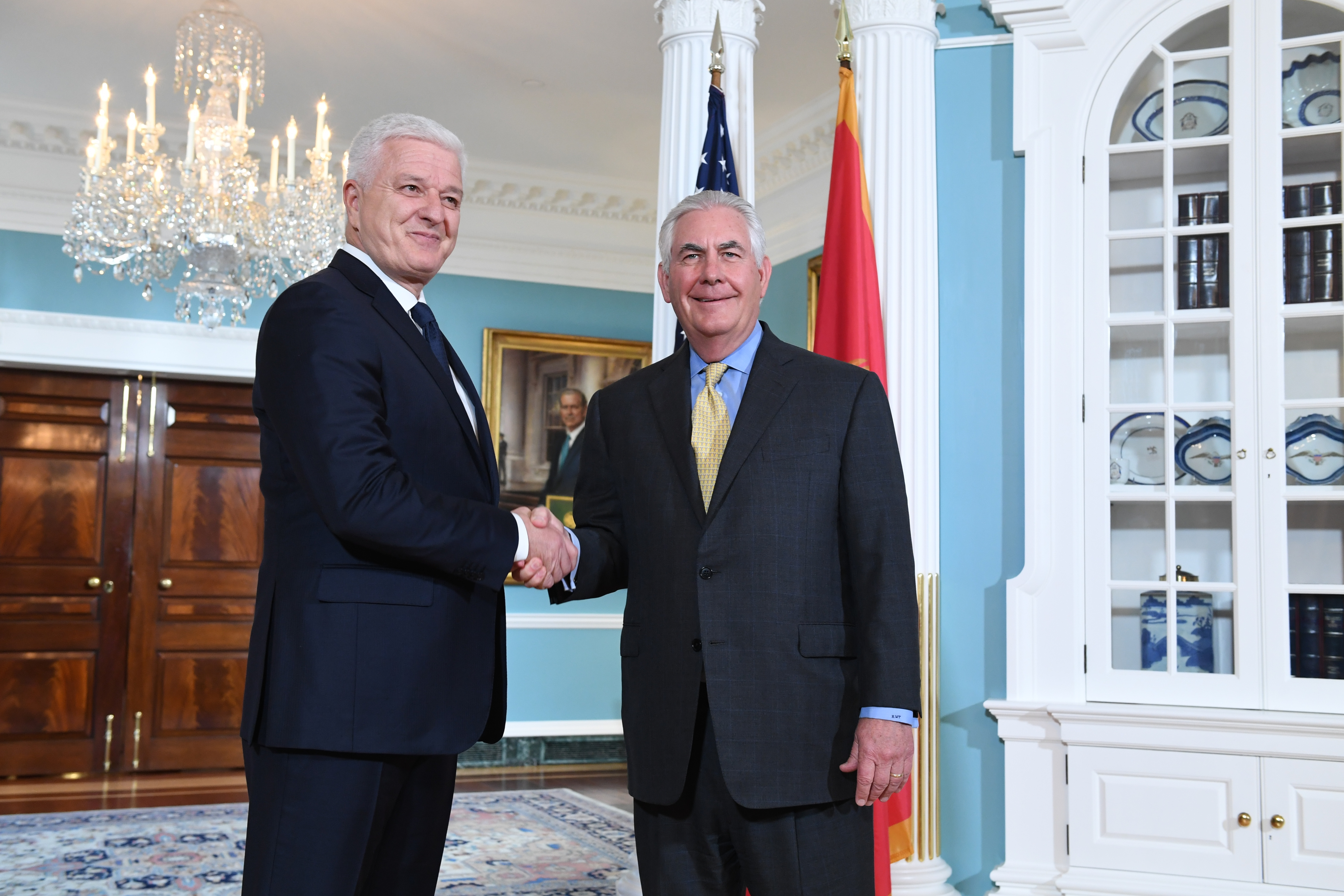
نخست‌وزیر داسکو مارکویچ با رکس تیلرسون وزیر امور خارجه آمریکا، کاخ سفید، ۸ مه ۲۰۱۷